# Tom Landgraf
Tom Landgraf (* 11. März 1996 in Aschersleben) ist ein deutscher Handballtorwart, der beim deutschen Drittligisten TSV Altenholz unter Vertrag steht.

## Karriere
Landgraf spielte in seiner Jugend unter anderem beim SV Lokomotive Aschersleben, dem SC Magdeburg und Eintracht Hildesheim. Nachdem er keine Perspektive beim damaligen Zweitligisten Hildesheim sah, wechselte er 2014 in die vierte Liga zum TuS 1947 Radis. Wenige Monate später erfolgte bereits der Wechsel zur zweiten Mannschaft des VfL Gummersbach in die dritte Liga. 2016 wechselte er zum Ligakonkurrenten TSV Altenholz. Ab 2016 war Landgraf mit einem Zweitspielrecht für den Bundesligisten THW Kiel ausgestattet, wo er am 15. Februar 2018 bei der 25:26-Niederlage im Spiel gegen die HSG Wetzlar zu seinem ersten Einsatz in der Handball-Bundesliga kam. 2019 schloss er sich dem Drittligisten Dessau-Roßlauer HV an. In der Saison 2020/21 lief er für den Oberligisten DHK Flensborg auf. Anschließend kehrte er zum TSV Altenholz zurück.
Landgraf bestritt 25 Länderspiele für die deutsche U-18 Nationalmannschaft.